# Armodoris
Armodoris is een geslacht van weekdieren uit de klasse van de Gastropoda (slakken).

## Soorten
- Armodoris antarctica Minichev, 1972
- Armodoris anudeorum Valdés, Moran & Woods, 2011